# Escola de Artes e Ofícios Thomaz Pompeu Sobrinho
Fundada em 2002, a Escola de Artes e Ofícios Thomaz Pompeu Sobrinho nasceu como uma escola de artes e técnicas de restauração de prédios e outros objetos de valor histórico e cultural, formando assim profissional em restauração e conservação do patrimônio cultural material. Fica situada na cidade de Fortaleza, no prédio histórico que pertenceu à família do intelectual Thomaz Pompeu Sobrinho.
Logo no início, a escola passou a ser o braço técnico da Secretaria da Cultura do Ceará, realizando, através de suas formações, restaurações dos bens tombados em todos o estado. O primeiro trabalho de restauro foi o Palacete Thomaz Pompeu Sobrinho, sede da escola.
Em 2006 o equipamento passou a ser gerido pelo Instituto Dragão do Mar, entidade vinculada à Secult. Desde então a Escola de Artes e Ofícios vem expandindo seu programa de formação e, hoje, oferece, além dos cursos de conservação e restauro,  cursos, oficinas e minicursos livres de gravura e artesanato, sempre valorizando técnicas e ofícios tradicionais do Estado, como xilogravura, bordado, artesanato em couro, entre outros. Ao final de cada curso, o aluno está apto a criar e comercializar produtos exclusivos, nas diversas tipologias da nossa terra. 
O público-alvo da Escola é formado, preferencialmente,  por jovens estudantes de escolas públicas e/ou em situação de vulnerabilidade social.

## O Palacete Thomaz Pompeu Sobrinho
A casa foi edificada pelo intelectual Thomaz Pompeu Sobrinho encontra-se na parte oeste da cidade, antigo bairro Fernandes Vieira, hoje Jacarecanga. O imóvel destaca-se pela forte influência do estilo art-nouveau italiano e foi erigido em 1929. Serviu-lhe de residência até o seu falecimento, em 9 de novembro de 1967, aos 87 anos de idade.
Nesse sobrado morou toda a família de Pompeu, uma média de 30 pessoas, segundo José Maria Pompeu Neto. O imóvel destaca-se pela imponência de suas linhas arquitetônicas originais, retratando bem a elite existente em Fortaleza no início do século XX, época em que Jacarecanga era o bairro nobre dos fortalezenses. Até hoje o bairro mantém a originalidade de parte do seu acervo de arquitetura residencial, destacando-se o palacete de Thomaz Pompeu Sobrinho como uma referência para a população local.
A casa tem três pavimentos e era o edifício mais alto do bairro quando foi erguido. A casa possuía 36 cômodos, 15 quartos, 3 salas e 1 porão, de implantação isolada, gozando de jardins laterais, nos fundos e a sua frente, tendo um recuo de 6 metros em relação a rua. É composto por dois pavimentos, porão e torre mirante. O acesso acontece em nível para o porão e em desnível, com escadaria, para o pavimento principal. É notável o esmero no tratamento dado a porta de acesso que se abre para um vestíbulo que precede o interior do edifício. Marcação de cunhais com caneluras delimitam dois corpos laterais, um dos quais correspondente a torre mirante. Ambos apresentam, na fachada frontal, um conjunto de três janelas em cada pavimento e são encimados por marquise apoiada sobre mãos-francesas de concreto decoradas, e platibanda. Sua estrutura é constituída por alvenaria autoportante e arcos em tijolo cerâmico. O telhado utiliza telhas de cerâmica do tipo francesas e é em quatro águas.
Protegida pela Lei Estadual nº 9.109/68, a casa de Thomaz Pompeu Sobrinho foi restaurada, mantendo suas estruturas arquitetônicas originais. O trabalho de restauração do casarão de Thomaz Pompeu durou 13 meses e foi realizado pelo Projeto Oficina Escola de Artes e Ofícios, executado pelos restauradores Júlio Barros e Turinã Inácio. A pintura e textura de paredes, azulejos, escadaria, portas, vidraças, telhados e pisos estão agora como seu projeto original. O palacete abriga em seu primeiro piso a sede do referido projeto e no segundo o Departamento de Patrimônio da Secretaria de Cultura do Estado do Ceará.